# Grenzübergang Karni

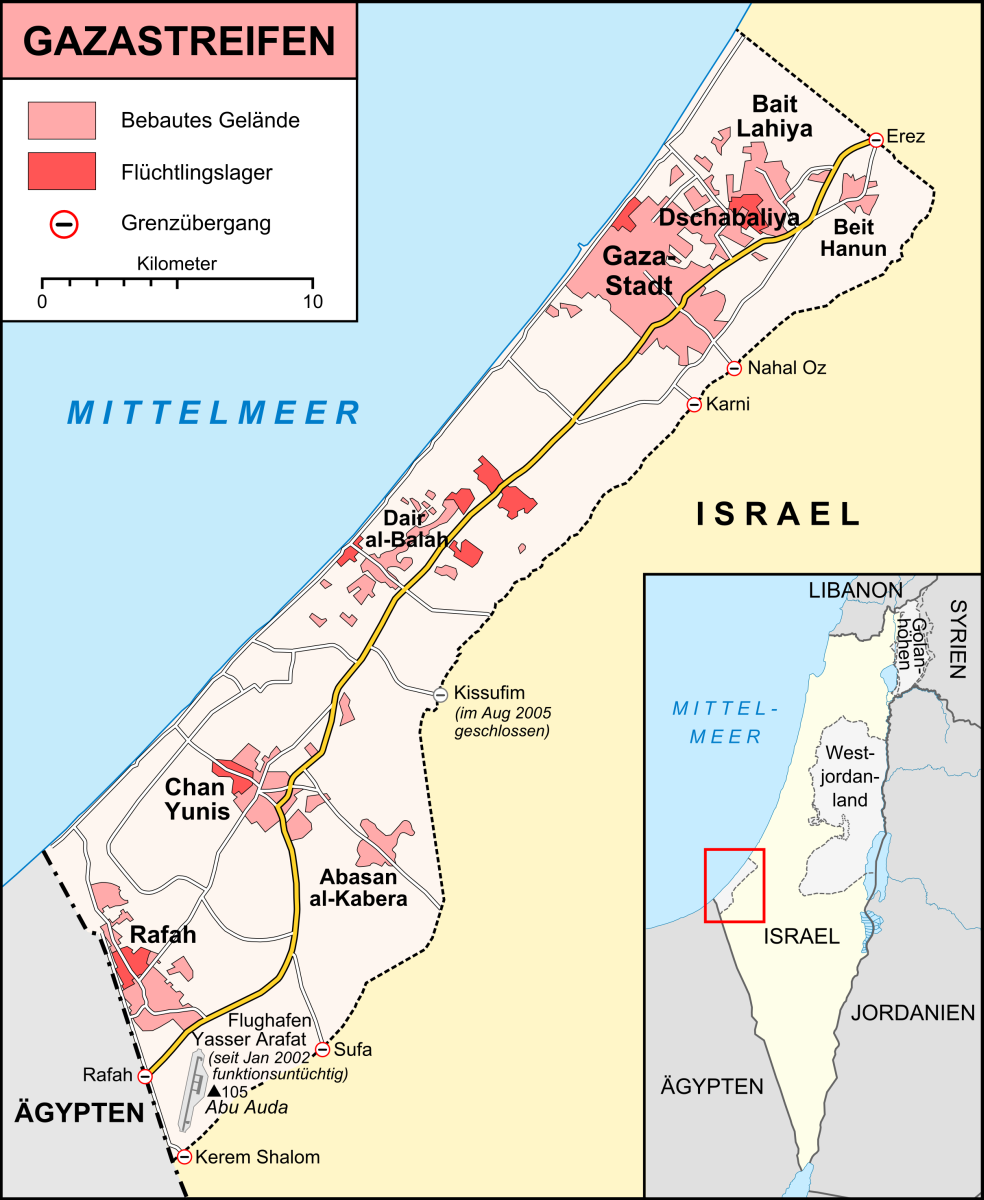
Gazastreifen und Grenzübergänge

Der Grenzübergang Karni (arabisch معبر كارني; hebräisch מעבר קרני) ist ein Grenzübergang und Güter-Terminal an der Grenze zwischen Israel und dem Gazastreifen. Er befindet sich im Norden des Gazastreifens und wurde 1994 eröffnet, um palästinensischen Händlern den Import und Export von Waren zu ermöglichen. Der Übergang wurde auch von den jüdischen Siedlern von Netzarim genutzt, da die Karni-Straße gemäß Oslo-Abkommen der einzige ihnen erlaubte Weg zur israelischen Siedlung war. Die Kontrolle über den Grenzübergang obliegt der israelischen Flughafenbehörde (Israel Airport Authority).
Der Grenzübergang Karni war mehrmals Ziel von Mörserattacken oder direkten bewaffneten Angriffen militanter Palästinenser, bei denen sowohl Palästinenser als auch Israelis ums Leben kamen. Militante Palästinenser sollen über den Grenzübergang Karni auch Selbstmordattentäter und Sprengstoffgürtel nach Israel geschleust haben.
Der Grenzübergang wurde von den israelischen Behörden häufig geschlossen. Nachdem die Hamas die politische Kontrolle über den Gazastreifen übernommen hatte, wurde er 2007 ganz geschlossen und seither nur teilweise wieder geöffnet.
Gemäß der von der Norwegischen Zeitung Aftenposten am 6. Januar 2011 veröffentlichten Wikileaks cables haben sich Unternehmer im Jahr 2006 bei US-amerikanischen Diplomaten darüber beschwert, dass sie am Übergang Karni den Israelis Bestechungsgelder zahlen mussten, um ihre Waren in den Gazastreifen einführen zu können.